# La leggenda di Mickey Tussler
La leggenda di Mickey Tussler (A Mile in His Shoes) è un film per la televisione del 2011 diretto da William Dear. Il film, di genere drammatico sportivo è basato sul romanzo The Legend of Mickey Tussler di Frank Nappi.

## Trama
Mickey Tussler è un diciottenne originario dell'Indiana affetto da autismo che si unisce alla squadra di baseball semi-professionale The River Rats, dopo essere stato scoperto da Arthur Murphy. A 18 anni Mickey ha una forma di autismo molto grave, le sue capacità di parlare sono limitate e di solito si riferisce a se stesso in terza persona e recita la poesia a se stesso quando viene sopraffatto. La madre di Mickey (clarinettista e poetessa) è costretta da suo padre a sposare un uomo di nome Clarence che è analfabeta e picchia sia Molly che Mickey. 
Arthur Murphy sta vedendo Mickey lanciare mele al suo maiale e vede un ragazzo con tanto potenziale in una carriera nel baseball. Parla con Molly, la madre di Mickey, nel lasciare che il ragazzo venga con lui a far parte della squadra: lo abbina a un simpaticissimo compagno di squadra di nome Pee Wee che prende Mickey sotto la sua ala. Anche se Mickey è un buon membro della squadra, non si adatta e i suoi compagni di squadra lo prendono costantemente in giro e lo destabilizzano.

## Produzione
Nel film l'ambientazione è stata cambiata dall'Ohio nel 1948 del romanzo, a Bargersville, nell'Indiana nel 2002 del film. La storia si svolge prima che l'autismo fosse una condizione riconosciuta e si pensava che le persone che l'avevano fossero solo "ritardate". Il film è ambientato nell'Ohio, negli Stati Uniti, ma è stato girato nelle aree circostanti Vancouver, nella Columbia Britannica, in Canada, tra cui Langley, New Westminster e Queen's Park.